# Радиостанция имени Тараса Шевченко
«Радиостанция имени Тараса Шевченко» (укр. Радіостанція імені Тараса Шевченка) — украиноязычная советская радиостанция Украинского радиокомитета, которая осуществляла свою деятельность во время Великой Отечественной войны. В её эфире выступали правительственные и культурные деятели, транслировалась информация о положении дел на фронте, тылу и за рубежом. Станция вещала в Саратове с 23 ноября 1941 года по 10 марта 1944 года на волне 49,5 метра.

## История
Радиостанция была создана 23 ноября 1941 года после падения Харькова в связи с оккупацией немецкими войсками территории УССР и необходимостью информирования населения про положение дел на фронте, тылу и за рубежом. С ноября того же года стала работать базирующаяся в Москве радиостанция «Радянська Україна» («Советская Украина»). Саратовскую украиноязычную станцию пришлось перестраивать с волны местного радио на волну украинского радио, а позже и на частоты польского радио, в тот период когда до 1942 года на ней действовала польскоязычная редакция. В распоряжении станции находился один коротковолновый передатчик, на котором и происходило вещание.
В состав радиокомитета станции входили эвакуированные из Украины Л. Паламарчук (председатель), Ф. Венгеров (заместитель председателя), И. Цюпа, О. Новицкий, Д. Шлапак, О. Ющенко, В. Владко, Л. Суярко, И. Сербин и др. Художественным руководителем радиостанции являлся народный артист УССР (с января 1944 года — народный артист СССР) Ю. Шумский. На протяжении января-декабря 1942 года здесь работал радиокомментатором публицист и писатель-антифашист Я. Галан, который создал здесь жанр контрпропагандистского радиокомментария. В 1942 году ежесуточно станция находилась в эфире около 18 часов (12:00 собственного вещания и 6:00 трансляции передач Всесоюзного радио). В составе редакции радиостанции работали следующие отделы: пропаганды, молодежного вещания, литературно-драматический, «Последних известий» и «Партизанских вестей», сектор выпуска и др. Материалы, которые передавались в эфире, использовались партизанами и подпольщиками для изготовления листовок и обращений к населению на временно оккупированной территории.
На протяжении своей деятельности станция передавала содержание приказов ставки Верховного Главнокомандования, сообщения Совинформбюро, материалы ТАСС, центральных и республиканских средств массовой информации, зарубежные сообщения, известия поступающие с фронтов полученные военных корреспондентов Украинского радио, информация о борьбе партизан и подпольщиков за линией фронта. Периодично транслировались спецвыпуски для партизан и украинцев эвакуированных в Среднюю Азию и Поволжье. Также уделялось значительное внимание освещению труда в тылу эвакуированного населения УССР, материалов 1-го и 2-го антифашистского митинга представителей украинского народа, которые были организованы и проведены в Саратове, соответственно в 1941 и 1942 годах. В эфире радиостанции выступали руководители правительства УССР и республиканских партийных организаций, писатели Александр Корнийчук, Ванда Василевская, Павло Тычина, Максим Рыльский, Андрей Малышко и другие.
9 января 1944 года, после освобождения территории УССР республиканский радиокомитет возвращается из Саратова в Киев, где коллективы «Радиостанция имени Тараса Шевченко» и радиостанции «Днепр» (укр. Дніпро) были объединены и начали вещание на всю Украину.